# Elecciones regionales de Cajamarca de 2022
Las elecciones regionales de Cajamarca de 2022 se llevaron a cabo el 2 de octubre de 2022 para elegir al gobernador regional, al vicegobernador regional y al Consejo Regional para el periodo 2023-2026. La elección se celebró simultáneamente con elecciones regionales y municipales (provinciales y distritales) en todo el Perú. La segunda vuelta regional se llevó a cabo el 4 de diciembre de 2022.
La primera vuelta se caracterizó por sus resultados cerrados entre los cuatro primeros lugares: Roger Guevara Rodríguez (Somos Perú) fue el candidato más votado, seguido de cerca por Víctor Villar Narro (Frente Regional de Cajamarca), Walter Benavides Gavidia (Avanza País) y César Vásquez Sánchez (Alianza para el Progreso). En el balotaje, Guevara obtuvo una victoria aplastante con una ventaja de más de 230 mil votos y casi 40 puntos porcentuales, lo que le convirtió en gobernador regional de Cajamarca, aunque en los comicios con menor participación en la historia del departamento.
Somos Perú se alzó como el partido más votado y con más escaños en el Consejo Regional, aunque no consiguió la mayoría absoluta. El Frente Regional de Cajamarca fue la segunda agrupación más votada, pero fue superada en número de curules por Alianza para el Progreso, a pesar de que este último perdió más de la mitad de representantes que ganó en 2018. El Frente de la Esperanza, Avanza País y Cajamarca Siempre Verde también consiguieron representación.

## Sistema electoral
El Gobierno Regional de Cajamarca es el órgano administrativo y de gobierno del departamento de Cajamarca. Está compuesto por el gobernador regional, el vicegobernador regional y el Consejo Regional.
La votación se realiza en base al sufragio universal, que comprende a todos los ciudadanos nacionales mayores de dieciocho años, empadronados y residentes en el departamento de Cajamarca y en pleno goce de sus derechos políticos.
El gobernador y vicegobernador regional son elegidos por sufragio directo. Para que un candidato sea proclamado ganador debe obtener no menos de 30 % de votos válidos. En caso ningún candidato logre ese porcentaje en la primera vuelta electoral, los dos candidatos más votados participan en una segunda vuelta o balotaje. No hay reelección inmediata de gobernadores regionales.
El Consejo Regional de Cajamarca está compuesto por 19 consejeros elegidos por sufragio directo para un período de cuatro (4) años. La votación es por lista cerrada y bloqueada. Cada provincia del departamento de Cajamarca constituye una circunscripción electoral. Se asigna a la lista ganadora los escaños según el método d'Hondt. La distribución y el número de consejeros regionales es la siguiente:
| Circunscripción                                                                                    | Escaños | Mapa |
| -------------------------------------------------------------------------------------------------- | ------- | ---- |
| Cajamarca y San Ignacio                                                                            | 3       |      |
| Chota y Jaén                                                                                       | 2       |      |
| Cajabamba, Celendín, Contumazá, Cutervo, Hualgayoc, San Marcos, San Miguel, San Pablo y Santa Cruz | 1       |      |

## Composición del Consejo Regional de Cajamarca
La siguiente tabla muestra la composición del Consejo Regional de Cajamarca antes de las elecciones.
| Partidos | Partidos                        | Consejeros |
| -------- | ------------------------------- | ---------- |
|          | Alianza para el Progreso        | 10         |
|          | Acción Popular                  | 4          |
|          | Cajamarca Siempre Verde         | 3          |
|          | Frente Regional de Cajamarca    | 1          |
|          | Movimiento de Afirmación Social | 1          |

## Elecciones internas
Los partidos políticos realizaron la convocatoria a elecciones internas (15–22 de enero de 2022) para definir a los candidatos de sus organizaciones en listas cerradas y bloqueadas. Se sometieron a elección las candidaturas a:
- Gobernador y vicegobernador regional de Cajamarca (2 candidaturas).
- Consejo Regional de Cajamarca (19 candidaturas).

Existen dos modalidades para la organización de las elecciones internas:
- Modalidad de elección directa: con voto universal, libre, voluntario, igual, directo y secreto de los afiliados. Fue la modalidad utilizada por Alianza para el Progreso[6] y Somos Perú.[7] Las elecciones se realizaron el 15 de mayo de 2022.
- Modalidad de delegados: a través de delegados previamente elegidos mediante voto universal, libre, voluntario, igual, directo y secreto de los afiliados. Fue la modalidad utilizada por Cajamarca Siempre Verde,[8] Frente Regional de Cajamarca,[8] Renovación Popular[9] y Frente de la Esperanza.[10] Las elecciones se realizaron el 22 de mayo de 2022.

## Partidos y candidatos
A continuación se muestra una lista de los principales partidos y alianzas electorales que participan en las elecciones:
| Candidatura | Candidatura | Partidos y alianzas                        | Candidatos | Candidatos               | Ideología                                                           | Resultado previo | Resultado previo | Ref.   |
| Candidatura | Candidatura | Partidos y alianzas                        | Candidatos | Candidatos               | Ideología                                                           | Votos (%)        | Con.             | Ref.   |
| ----------- | ----------- | ------------------------------------------ | ---------- | ------------------------ | ------------------------------------------------------------------- | ---------------- | ---------------- | ------ |
|             | APP         | Lista - Alianza para el Progreso (APP)     |            | César Vásquez Sánchez    | Liberalismo económico Conservadurismo liberal Populismo de derecha  | 23.46%           | 10               | [ 11 ] |
|             | CSV         | Lista - Cajamarca Siempre Verde (CSV)      |            | Segundo Pinedo Vásquez   | Regionalismo cajamarquino                                           | 9.69%            | 3                | [ 12 ] |
|             | FRC         | Lista - Frente Regional de Cajamarca (FRC) |            | Víctor Villar Narro      | Regionalismo cajamarquino                                           | 9.42%            | 1                | [ 12 ] |
|             | SP          | Lista - Somos Perú (SP)                    |            | Roger Guevara Rodríguez  | Democracia cristiana Conservadurismo social                         | Nuevo            | Nuevo            | [ 13 ] |
|             | AvP         | Lista - Avanza País (AvP)                  |            | Walter Benavides Gavidia | Conservadurismo liberal Liberalismo clásico                         | Nuevo            | Nuevo            | [ 11 ] |
|             | RP          | Lista - Renovación Popular (RP)            |            | María Arce Benites       | Ultraconservadurismo Fundamentalismo cristiano Populismo de derecha | Nuevo            | Nuevo            | [ 13 ] |
|             | FE          | Lista - Frente de la Esperanza (FE)        |            | Felicita Tocto Guerrero  | Reformismo                                                          | Nuevo            | Nuevo            | [ 14 ] |

## Campaña

### Debates electorales
| Fecha            | Organizador                             | Sede                                    | Moderador/a/es | P Presente S Sustituto A Ausente NI No invitado | P Presente S Sustituto A Ausente NI No invitado            | P Presente S Sustituto A Ausente NI No invitado            | P Presente S Sustituto A Ausente NI No invitado | P Presente S Sustituto A Ausente NI No invitado | P Presente S Sustituto A Ausente NI No invitado | P Presente S Sustituto A Ausente NI No invitado | Ref. |           |   |           |             |  |
| ---------------- | --------------------------------------- | --------------------------------------- | -------------- | ----------------------------------------------- | ---------------------------------------------------------- | ---------------------------------------------------------- | ----------------------------------------------- | ----------------------------------------------- | ----------------------------------------------- | ----------------------------------------------- | ---- | --------- | - | --------- | ----------- |  |
| Fecha            | Organizador                             | Sede                                    | Moderador/a/es | 6 de julio                                      | Central Única de Rondas Campesinas (Bambamarca, Hualgayoc) | Central Única de Rondas Campesinas (Bambamarca, Hualgayoc) |                                                 | P Vásquez                                       | A                                               | P Villar                                        | Ref. | P Guevara | A | A         | P Tocto     |  |
| Fecha            | Organizador                             | Sede                                    | Moderador/a/es | 5 de agosto                                     | Radio Continente (Cajamarca, Cajamarca)                    | Radio Continente (Cajamarca, Cajamarca)                    | Judith Cruzado                                  | A                                               | A                                               | S Holguín                                       | Ref. | S Farro   | A | S Sánchez | S Fernández |  |
| 24 de septiembre | Radio Continente (Cajamarca, Cajamarca) | Radio Continente (Cajamarca, Cajamarca) |                | I Vásquez                                       | I Pinedo                                                   | I Villar                                                   | I Guevara                                       | I Benavides                                     | I Arce                                          | I Tocto                                         |      |           |   |           |             |  |

## Sondeos de opinión
Las siguientes tablas enumeran las estimaciones de la intención de voto en orden cronológico inverso, mostrando las más recientes primero y utilizando las fechas en las que se realizó el trabajo de campo de la encuesta. Cuando se desconocen las fechas del trabajo de campo, se proporciona la fecha de publicación.
Leyenda:
     Sondeo realizado en el periodo de prohibición legal de la difusión de sondeos de intención de voto.

### Balotaje

#### Intención de voto
La siguiente tabla enumera las estimaciones ponderadas (sin incluir votos en blanco y nulos) de la intención de voto.
|                               |                |     |      |      |      |  |  |
| Elecciones regionales de 2022 | 4 dic 2022     | —   | 69.4 | 30.6 | 38.8 |  |  |
|                               |                |     |      |      |      |  |  |
| Klambp                        | 18–21 nov 2022 | 474 | 57.3 | 42.7 | 14.6 |  |  |
| Klambp                        | 18–22 oct 2022 | 474 | 51.3 | 48.7 | 2.6  |  |  |

#### Preferencias de voto
La siguiente tabla enumera las preferencias de voto en bruto (incluyendo blancos, viciados y sin respuesta) y no ponderadas.
| Encuestadora/Medio            | Fecha          | Muestra | Roger Guevara | Víctor Villar | B/V | NS/NO | Dif. |  |  |  |
| ----------------------------- | -------------- | ------- | ------------- | ------------- | --- | ----- | ---- |  |  |  |
| Encuestadora/Medio            | Fecha          | Muestra |               |               |     |       |      |  |  |  |
| Elecciones regionales de 2022 | 4 dic 2022     | —       | 63.4          | 28.0          | 8.6 | –     | 35.4 |  |  |  |
|                               |                |         |               |               |     |       |      |  |  |  |
| Klambp                        | 18–21 nov 2022 | 474     | 38.2          | 28.5          | –   | 33.3  | 9.7  |  |  |  |
| Klambp                        | 18–22 oct 2022 | 474     | 23.4          | 22.2          | –   | 54.4  | 1.2  |  |  |  |

### Primera vuelta

#### Intención de voto
La siguiente tabla enumera las estimaciones ponderadas (sin incluir votos en blanco y nulos) de la intención de voto.
| Encuestadora/Medio            | Fecha             | Muestra | Roger Guevara | Víctor Villar | Walter Benavid. | César Vásquez | Felicita Tocto | Segundo Pinedo | María Arce | Dif. |  |  |  |  |
| ----------------------------- | ----------------- | ------- | ------------- | ------------- | --------------- | ------------- | -------------- | -------------- | ---------- | ---- |  |  |  |  |
| Encuestadora/Medio            | Fecha             | Muestra |               |               |                 |               |                |                |            |      |  |  |  |  |
| Elecciones regionales de 2022 | 2 oct 2022        | —       | 20.1          | 19.0          | 17.9            | 17.3          | 12.6           | 12.0           | 1.2        | 1.1  |  |  |  |  |
|                               |                   |         |               |               |                 |               |                |                |            |      |  |  |  |  |
| Ipsos Perú/América            | 2 oct 2022        | ?       | 15.7          | 17.2          | 16.0            | 22.7          | 12.1           | 14.9           | 1.4        | 5.5  |  |  |  |  |
| Ipsos Perú/América            | 2 oct 2022        | ?       | 21.0          | 16.7          | 17.7            | 18.9          | –              | –              | –          | 2.1  |  |  |  |  |
| Global Data Consulting        | 16–19 sep 2022    | 1497    | 11.9          | 7.9           | 12.8            | 28.1          | 28.1           | 7.9            | 1.3        | —    |  |  |  |  |
| Vox Populi                    | 15–17 sep 2022    | 1306    | 11.3          | 7.2           | 11.8            | 30.4          | 29.7           | 7.2            | 1.2        | 0.7  |  |  |  |  |
| Vox Populi                    | 7–9 sep 2022      | 1306    | 9.9           | 7.5           | 11.3            | 31.5          | 29.6           | 7.5            | 1.3        | 1.9  |  |  |  |  |
| Global Data Consulting        | 4–7 sep 2022      | 1497    | 12.0          | 7.6           | 12.1            | 28.7          | 27.5           | 7.6            | 1.4        | 1.2  |  |  |  |  |
| Vox Populi                    | 27–29 ago 2022    | 1306    | 9.6           | 8.1           | 12.1            | 32.7          | 26.6           | 8.1            | 1.4        | 6.1  |  |  |  |  |
| Global Data Consulting        | 19–22 ago 2022    | 1497    | 9.5           | 7.2           | 13.2            | 30.1          | 26.5           | 7.2            | 1.8        | 3.6  |  |  |  |  |
| Global Data Consulting        | 8–11 ago 2022     | 1497    | 9.1           | 6.1           | 13.2            | 27.9          | 25.3           | 6.1            | 2.0        | 1.7  |  |  |  |  |
| Klambp                        | 26 jul–1 ago 2022 | 349     | 14.5          | 3.1           | 28.6            | 21.2          | 8.9            | 3.1            | 1.1        | 7.4  |  |  |  |  |
| Global Data Consulting        | 16–19 jul 2022    | 1497    | 9.4           | 6.3           | 13.6            | 27.3          | 25.4           | 6.3            | 2.0        | 1.9  |  |  |  |  |
| Klambp                        | 30 jun–6 jul 2022 | 275     | 5.5           | 10.5          | 22.1            | 20.8          | 17.4           | 10.5           | 1.3        | 1.3  |  |  |  |  |
| Global Data Consulting        | 19–22 jun 2022    | 1497    | 9.4           | 6.3           | 13.9            | 26.5          | 24.3           | 6.3            | –          | 2.2  |  |  |  |  |
| Klambp                        | 5–14 jun 2022     | 308     | 8.0           | 8.0           | 16.1            | 12.6          | 11.1           | 8.0            | 6.5        | 3.5  |  |  |  |  |
| Global Data Consulting        | 14–17 may 2022    | 1497    | 10.2          | 6.8           | 14.4            | 27.0          | 21.2           | 6.8            | –          | 5.8  |  |  |  |  |
| Global Data Consulting        | 14–17 abr 2022    | 1498    | 10.6          | 7.3           | 17.4            | 24.1          | 19.3           | 7.3            | –          | 4.8  |  |  |  |  |
| Decide Tú                     | 22–24 mar 2022    | 350     | 19.8          | –             | 17.6            | 11.4          | 14.9           | –              | –          | 2.2  |  |  |  |  |
| Klambp                        | 11–14 mar 2022    | 285     | 22.2          | 15.4          | 20.8            | 15.6          | 4.1            | 15.4           | –          | 1.4  |  |  |  |  |
| Global Data Consulting        | 1–4 mar 2022      | 1490    | 8.0           | 7.0           | 17.8            | 23.4          | 18.0           | 7.0            | –          | 5.4  |  |  |  |  |

#### Preferencias de voto
La siguiente tabla enumera las preferencias de voto en bruto (incluyendo blancos, viciados y sin respuesta) y no ponderadas.
| Encuestadora/Medio            | Fecha             | Muestra | Roger Guevara | Víctor Villar | Walter Benavid. | César Vásquez | Felicita Tocto | Segundo Pinedo | María Arce | B/V  | NS/NO | Dif. |  |  |  |  |
| ----------------------------- | ----------------- | ------- | ------------- | ------------- | --------------- | ------------- | -------------- | -------------- | ---------- | ---- | ----- | ---- |  |  |  |  |
| Encuestadora/Medio            | Fecha             | Muestra |               |               |                 |               |                |                |            |      |       |      |  |  |  |  |
| Elecciones regionales de 2022 | 2 oct 2022        | —       | 16.0          | 15.1          | 14.3            | 13.8          | 10.1           | 9.6            | 0.9        | 20.3 | –     | 0.9  |  |  |  |  |
|                               |                   |         |               |               |                 |               |                |                |            |      |       |      |  |  |  |  |
| Global Data Consulting        | 16–19 sep 2022    | 1497    | 9.1           | 6.0           | 9.8             | 21.5          | 21.5           | 7.5            | 1.0        | –    | 23.6  | —    |  |  |  |  |
| Vox Populi                    | 15–17 sep 2022    | 1306    | 9.5           | 6.0           | 9.9             | 25.5          | 24.9           | 6.0            | 1.0        | –    | 16.2  | 0.6  |  |  |  |  |
| Vox Populi                    | 7–9 sep 2022      | 1306    | 7.9           | 6.0           | 9.0             | 25.1          | 23.6           | 6.0            | 1.0        | –    | 20.4  | 1.5  |  |  |  |  |
| Global Data Consulting        | 4–7 sep 2022      | 1497    | 8.7           | 5.5           | 8.8             | 20.9          | 20.0           | 7.0            | 1.0        | –    | 27.3  | 0.9  |  |  |  |  |
| Vox Populi                    | 27–29 ago 2022    | 1306    | 7.1           | 6.0           | 8.9             | 24.1          | 19.6           | 6.0            | 1.0        | –    | 26.3  | 4.5  |  |  |  |  |
| Global Data Consulting        | 19–22 ago 2022    | 1497    | 7.0           | 5.3           | 9.7             | 22.1          | 19.5           | 6.7            | 1.3        | –    | 26.5  | 1.7  |  |  |  |  |
| Global Data Consulting        | 8–11 ago 2022     | 1497    | 6.0           | 4.0           | 8.7             | 18.4          | 16.7           | 7.7            | 1.3        | –    | 34.1  | 1.7  |  |  |  |  |
| Klambp                        | 26 jul–1 ago 2022 | 349     | 8.0           | 1.7           | 15.8            | 11.7          | 4.9            | 5.4            | 0.6        | –    | 44.7  | 4.1  |  |  |  |  |
| Global Data Consulting        | 16–19 jul 2022    | 1497    | 6.0           | 4.0           | 8.7             | 17.4          | 16.2           | 7.0            | 1.3        | –    | 36.2  | 1.2  |  |  |  |  |
| Klambp                        | 30 jun–6 jul 2022 | 275     | 2.9           | 5.5           | 11.6            | 10.9          | 9.1            | 6.2            | 0.7        | –    | 47.6  | 0.7  |  |  |  |  |
| Global Data Consulting        | 19–22 jun 2022    | 1497    | 6.0           | 4.0           | 8.9             | 16.9          | 15.5           | 7.5            | –          | –    | 36.2  | 1.4  |  |  |  |  |
| Klambp                        | 5–14 jun 2022     | 308     | 5.2           | 5.2           | 10.4            | 8.1           | 7.1            | 5.8            | 4.2        | –    | 35.4  | 2.3  |  |  |  |  |
| Global Data Consulting        | 14–17 may 2022    | 1497    | 6.0           | 4.0           | 8.5             | 15.9          | 12.5           | 7.0            | –          | –    | 41.1  | 3.4  |  |  |  |  |
| Global Data Consulting        | 14–17 abr 2022    | 1498    | 5.5           | 3.8           | 9.0             | 12.5          | 10.0           | 5.0            | –          | –    | 48.2  | 2.5  |  |  |  |  |
| Decide Tú                     | 22–24 mar 2022    | 350     | 10.2          | –             | 7.6             | 9.0           | 5.9            | –              | –          | 14.1 | 34.6  | 1.2  |  |  |  |  |
| Klambp                        | 11–14 mar 2022    | 285     | 9.8           | 6.8           | 1.8             | 9.2           | 6.9            | 7.5            | –          | 31.6 | 24.2  | 0.6  |  |  |  |  |
| Global Data Consulting        | 1–4 mar 2022      | 1490    | 4.0           | 3.5           | 8.9             | 11.7          | 9.0            | 5.0            | –          | –    | 50.0  | 2.7  |  |  |  |  |

## Resultados

### Gobierno Regional de Cajamarca
| Candidatos           | Candidatos               | Partidos y coaliciones             | Primera vuelta 2 oct 2022 | Primera vuelta 2 oct 2022 | Balotaje 4 dic 2022 | Balotaje 4 dic 2022 |  |
| Candidatos           | Candidatos               | Partidos y coaliciones             | Votos                     | %                         | Votos               | %                   |  |
| -------------------- | ------------------------ | ---------------------------------- | ------------------------- | ------------------------- | ------------------- | ------------------- |  |
|                      | Roger Guevara Rodríguez  | Somos Perú (SP)                    | 135,165                   | 20.11                     | 413,423             | 69.36               |  |
|                      | Víctor Villar Narro      | Frente Regional de Cajamarca (FRC) | 127,034                   | 18.90                     | 182,630             | 30.64               |  |
|                      | Walter Benavides Gavidia | Avanza País (AvP)                  | 120,351                   | 17.90                     |                     |                     |  |
|                      | César Vásquez Sánchez    | Alianza para el Progreso (APP)     | 116,059                   | 17.26                     |                     |                     |  |
|                      | Felicita Tocto Guerrero  | Frente de la Esperanza (FE)        | 84,935                    | 12.63                     |                     |                     |  |
|                      | Segundo Pinedo Vásquez   | Cajamarca Siempre Verde (CSV)      | 80,786                    | 12.02                     |                     |                     |  |
|                      | María Arce Benites       | Renovación Popular (RP)            | 7,960                     | 1.18                      |                     |                     |  |
|                      |                          |                                    |                           |                           |                     |                     |  |
| Total                | Total                    | Total                              | 672,290                   |                           | 596,053             |                     |  |
|                      |                          |                                    |                           |                           |                     |                     |  |
| Votos válidos        | Votos válidos            | Votos válidos                      | 672,290                   | 79.65                     | 596,053             | 91.37               |  |
| Votos en blanco      | Votos en blanco          | Votos en blanco                    | 112,564                   | 13.34                     | 7,156               | 1.10                |  |
| Votos nulos          | Votos nulos              | Votos nulos                        | 59,177                    | 7.01                      | 49,177              | 7.54                |  |
| Votos emitidos       | Votos emitidos           | Votos emitidos                     | 844,031                   | 74.60                     | 652,386             | 57.66               |  |
| Abstenciones         | Abstenciones             | Abstenciones                       | 287,351                   | 25.40                     | 478,996             | 42.34               |  |
| Votantes registrados | Votantes registrados     | Votantes registrados               | 1,131,382                 |                           | 1,131,382           |                     |  |
|                      |                          |                                    |                           |                           |                     |                     |  |
| Fuente:              |                          |                                    |                           |                           |                     |                     |  |

### Consejo Regional de Cajamarca

#### Sumario general
|                        |                                    |              |              |              |         |         |  |
| Partidos y coaliciones | Partidos y coaliciones             | Voto popular | Voto popular | Voto popular | Escaños | Escaños |  |
| Partidos y coaliciones | Partidos y coaliciones             | Votos        | %            | ±pp          | Total   | +/−     |  |
|                        | Somos Perú (SP)                    | 141,329      | 22.91        | n/a          | 6       | +6      |  |
|                        | Frente Regional de Cajamarca (FRC) | 129,626      | 21.02        | +9.95        | 3       | +2      |  |
|                        | Alianza para el Progreso (APP)     | 112,664      | 18.27        | –5.66        | 4       | –6      |  |
|                        | Cajamarca Siempre Verde (CSV)      | 78,892       | 12.79        | +1.95        | 1       | –2      |  |
|                        | Avanza País (AvP)                  | 78,297       | 12.69        | Nuevo        | 2       | +2      |  |
|                        | Frente de la Esperanza (FE)        | 69,434       | 11.26        | Nuevo        | 3       | +3      |  |
|                        | Renovación Popular (RP)            | 6,552        | 1.06         | Nuevo        | 0       | ±0      |  |
|                        |                                    |              |              |              |         |         |  |
| Total                  | Total                              | 616,794      |              |              | 19      | ±0      |  |
|                        |                                    |              |              |              |         |         |  |
| Votos válidos          | Votos válidos                      | 616,794      | 73.08        | +2.16        |         |         |  |
| Votos en blanco        | Votos en blanco                    | 169,691      | 20.10        | –0.41        |         |         |  |
| Votos nulos            | Votos nulos                        | 57,546       | 6.82         | –1.75        |         |         |  |
| Votos emitidos         | Votos emitidos                     | 844,031      | 74.60        | –3.14        |         |         |  |
| Abstenciones           | Abstenciones                       | 287,351      | 25.40        | +3.14        |         |         |  |
| Votantes registrados   | Votantes registrados               | 1,131,382    |              |              |         |         |  |
|                        |                                    |              |              |              |         |         |  |
| Fuente:                |                                    |              |              |              |         |         |  |

#### Resultados por provincia
| Provincia   | SP        | SP   | FRC  | FRC  | APP  | APP | CSV  | CSV | AvP  | AvP | FE   | FE  | RP  | RP  |   |
| Provincia   | %         | E    | %    | E    | %    | E   | %    | E   | %    | E   | %    | E   | %   | E   |   |
| ----------- | --------- | ---- | ---- | ---- | ---- | --- | ---- | --- | ---- | --- | ---- | --- | --- | --- | - |
| Provincia   | Cajabamba | 25.7 | –    | 61.9 | 1    | 6.9 | –    |     |      |     |      | 3.8 | –   | 1.7 | – |
| Cajamarca   | 17.2      | 1    | 16.4 | –    | 10.6 | –   | 24.0 | 1   | 24.4 | 1   | 5.6  | –   | 2.0 | –   |   |
| Celendín    | 35.2      | –    | 47.9 | 1    | 6.2  | –   | 7.5  | –   |      |     | 3.3  | –   |     |     |   |
| Chota       | 16.1      | –    | 35.7 | 1    | 41.5 | 1   | 3.8  | –   |      |     | 2.9  | –   |     |     |   |
| Contumazá   | 31.6      | 1    | 16.9 | –    | 26.6 | –   | 23.3 | –   |      |     | 1.6  | –   |     |     |   |
| Cutervo     | 5.5       | –    | 5.9  | –    | 32.1 | 1   | 26.7 | –   | 23.1 | –   | 6.4  | –   | 0.2 | –   |   |
| Hualgayoc   | 37.3      | 1    | 7.6  | –    | 24.2 | –   | 1.5  | –   | 28.5 | –   |      |     | 0.9 | –   |   |
| Jaén        | 29.6      | 1    | 11.7 | –    | 18.3 | –   | 9.0  | –   |      |     | 29.2 | 1   | 2.1 | –   |   |
| San Ignacio | 27.8      | 1    | 17.8 | –    | 6.6  | –   | 3.9  | –   | 21.1 | 1   | 22.1 | 1   | 0.8 | –   |   |
| San Marcos  | 34.3      | –    | 23.9 | –    |      |     | 5.6  | –   |      |     | 36.2 | 1   |     |     |   |
| San Miguel  | 45.5      | 1    | 33.7 | –    | 5.5  | –   |      |     |      |     | 15.3 | –   |     |     |   |
| San Pablo   | 32.4      | –    |      |      | 42.4 | 1   | 18.7 | –   |      |     | 6.5  | –   |     |     |   |
| Santa Cruz  | 2.0       | –    | 44.6 | –    | 46.8 | 1   | 2.3  | –   |      |     | 4.2  | –   |     |     |   |
| Total       | 22.9      | 6    | 21.0 | 3    | 18.3 | 4   | 12.8 | 1   | 12.7 | 2   | 11.3 | 3   | 1.1 | –   |   |

### Autoridades electas
| Cargo                                             | Autoridad electa | Autoridad electa          | Partido político | Partido político             |
| ------------------------------------------------- | ---------------- | ------------------------- | ---------------- | ---------------------------- |
| Gobernador Regional de Cajamarca                  |                  | Roger Guevara Rodríguez   |                  | Somos Perú                   |
| Vicegobernadora Regional de Cajamarca             |                  | Magda Farro Sánchez       |                  | Somos Perú                   |
| Consejero Regional de Cajamarca (por Cajabamba)   |                  | Alfredo Salaverry Armas   |                  | Frente Regional de Cajamarca |
| Consejero Regional de Cajamarca (por Cajamarca)   |                  | Moisés Castro Ramírez     |                  | Avanza País                  |
| Consejera Regional de Cajamarca (por Cajamarca)   |                  | Jéssica Bardales Valdivia |                  | Cajamarca Siempre Verde      |
| Consejero Regional de Cajamarca (por Cajamarca)   |                  | Ricardo Quispe Salazar    |                  | Somos Perú                   |
| Consejera Regional de Cajamarca (por Celendín)    |                  | Lorena Marín Ortiz        |                  | Frente Regional de Cajamarca |
| Consejero Regional de Cajamarca (por Chota)       |                  | Rogelio Herrera Díaz      |                  | Alianza para el Progreso     |
| Consejero Regional de Cajamarca (por Chota)       |                  | Castulo Idrogo Bustamante |                  | Frente Regional de Cajamarca |
| Consejera Regional de Cajamarca (por Contumazá)   |                  | Zonia León Muguerza       |                  | Somos Perú                   |
| Consejero Regional de Cajamarca (por Cutervo)     |                  | José Delgado Salazar      |                  | Alianza para el Progreso     |
| Consejero Regional de Cajamarca (por Hualgayoc)   |                  | Karlos Peralta Pérez      |                  | Somos Perú                   |
| Consejero Regional de Cajamarca (por Jaén)        |                  | Jorge Catón Guerrero      |                  | Somos Perú                   |
| Consejero Regional de Cajamarca (por Jaén)        |                  | Hernán Pesantes Velasco   |                  | Frente de la Esperanza       |
| Consejero Regional de Cajamarca (por San Ignacio) |                  | Jorge Solano Lalangui     |                  | Somos Perú                   |
| Consejera Regional de Cajamarca (por San Ignacio) |                  | María Ocaña Melendres     |                  | Frente de la Esperanza       |
| Consejero Regional de Cajamarca (por San Ignacio) |                  | Ana Parihuamán Velásquez  |                  | Avanza País                  |
| Consejero Regional de Cajamarca (por San Marcos)  |                  | Fernando Valqui Tapia     |                  | Frente de la Esperanza       |
| Consejero Regional de Cajamarca (por San Miguel)  |                  | Saúl Coba Lozano          |                  | Somos Perú                   |
| Consejero Regional de Cajamarca (por San Pablo)   |                  | Jesús Castrejón Palomino  |                  | Alianza para el Progreso     |
| Consejera Regional de Cajamarca (por Santa Cruz)  |                  | Luz Alayo Corcuera        |                  | Alianza para el Progreso     |